# Guillaume Anger
Guillaume Anger (mort le 22 mars 1404) est un ecclésiastique breton qui fut évêque de Saint-Brieuc de 1385 à 1404.

## Biographie
Guillaume dit Anger ou Angier est le fils de Thibault, seigneur du Plessis-Anger, et de Marguerite de Châteaubriant. Il nommé évêque de Saint-Brieuc par Clément VII le 7 juin 1385 et devient conseiller du duc Jean IV de Bretagne. Il meurt en 1404 après un épiscopat de 20 années.

## Héraldique
Ses armoiries portaient: de vair au bâton de gueules brochant le tout.